# Lance Parkin
Lance Parkin es un autor británico conocido principalmente por escribir libros de ficción y referencia para series de televisión, en particular Doctor Who (y spin-offs como Virgin New Adventures y Faction Paradox) y Emmerdale. También trabajó en la serie de televisión Emmerdale como asistente de producción.

## Doctor Who
Parkin se hizo conocido por primera vez en los círculos de fans de Doctor Who, escribiendo tanto críticas como fanfiction. Su trabajo más notable fue para Seventh Door Fanzines, incluida la novela Snare en la serie Odyssey (que editó durante un período) y The Doctor Who Chronology de 1994, una cronología detallada de los eventos en el universo de Doctor Who. La serie Odyssey más tarde incluyó novelas de la entonces novia de Parkin, Cassandra May, y su protegido posterior Mark Clapham.
La primera novela profesional de Parkin, Just War, publicada en 1996, para la serie de novelas de ficción original Doctor Who de Virgin's New Adventures. A esto le siguió A History of the Universe (una reelaboración de su Chronology) y una segunda novela, Cold Fusion, para la serie Virgin's Missing Adventures.
Virgin perdió la licencia para publicar ficción de Doctor Who, y Parkin consiguió el trabajo de escribir la última New Adventure para presentar al personaje del Doctor, The Dying Days de 1997. Esta fue también la única novela de Virgin que presenta la octava encarnación del Doctor, interpretada en la película para televisión Doctor Who de 1996 de Paul McGann. Los libros de Virgin se agotaron con la pérdida de la licencia de Doctor Who y The Dying Days. The New Adventures continuó sin el sello de Doctor Who y Parkin regresó a la serie con Beige Planet Mars de 1998, escrito con Mark Clapham.
Parkin continuó escribiendo ficción oficial en prosa de Doctor Who para BBC Books, incluyendo una serie de libros de eventos, incluida la celebración del 35 aniversario de The Infinity Doctors. The Dying Days se convirtió en el primero de varios libros de Virgin Doctor Who en ser reelaborados como libros electrónicos para el sitio web de Doctor Who de la BBC. Escribió la última novela de aventuras del Octavo Doctor de la serie de la BBC, The Gallifrey Chronicles (2005). En 2006, actualizó A History of the Universe para Mad Norwegian con AHistory: An Unuthorized History of the Doctor Who Universe. En junio de 2008 se anunció que escribiría una novela de aventuras de la nueva serie, The Eyeless, protagonizada por el Décimo Doctor solo para su lanzamiento en el Boxing Day de 2008.
Una marca registrada de las novelas de Doctor Who de Parkin es la inclusión de un personaje escrito como si fuera interpretado por Ian Richardson, comenzando con Oscar Steinmann en Just War. Parkin ha dicho: "Estoy seguro de que hubo una muy buena razón para eso en un momento, pero si la hay, la he olvidado".

## Otros trabajos
Alrededor de 1999, Parkin se unió a Rebecca Levene y Gareth Roberts, ex escritores de Virgin, para trabajar en el equipo de producción de la telenovela Emmerdale. También apareció una vez como extra en la serie. Aunque nunca escribió episodios para televisión, más tarde escribió tanto no ficción (incluidos 30 años de Emmerdale) como ficción (El diario secreto de Mandy, Their Finest Hour) relacionados con la serie. No ha trabajado en televisión desde que dejó Emmerdale.
Parkin también escribe no ficción, incluidas guías de Star Trek (Beyond the Final Frontier) y la serie His Dark Materials de Philip Pullman (Dark Matters: An Unofficial and Noauthorized Guide to Philip Pullman 'Dark Materials' Trilogy), ambas escritas su amigo de hace mucho tiempo Mark Jones, e Identidades secretas: una guía no oficial y no autorizada de alias con Mark Clapham.
A esto le siguió Miranda, un cómic basado en un personaje de su novela de Doctor Who, Father Time. El cómic fue publicado a través de Comeuppance Comics, una compañía de cómics independiente que cerró después de tres números. Con el permiso de Parkin, Miranda fue asesinada en el libro de Doctor Who Sometime Never por Justin Richards.
Parkin también escribió The Winning Side, la primera de la serie de novelas Time Hunter, un derivado de la línea de novelas oficiales de Doctor Who de Telos Publishing, y Warlords of Utopia, la tercera de la serie de novelas Faction Paradox de Mad Norwegian Press.
Parkin tenía una columna regular, "Beige Planet Lance" en el fanzine Enlightenment de Doctor Who, que fue publicado por Doctor Who Information Network.
Parkin también escribió la edición de Ashcan de la serie de cómics Ichabod creada por el creador de cómics danés Hans Christian Vang, basada en The Legend of Sleepy Hollow, que se publicó en 2011.